# Larry Brown (baloncesto)
Lawrence Harvey "Larry" Brown (Brooklyn, Nueva York, 14 de septiembre de 1940) es un exjugador y entrenador de baloncesto estadounidense que disputó como jugador cinco temporadas de la ABA; y que tras retirarse se dedicó a las tareas de entrenador, y durante 28 años dirigió equipos de la ABA y de la NBA. Su último equipo como entrenador jefe fue el Auxilium Pallacanestro Torino de la Lega Basket Serie A italiana.
Es entrenador desde 1975, habiendo ejercido tanto a nivel universitario como profesional. Ha ganado más de 1000 partidos entre las dos ligas profesionales (ABA y NBA) y es el único entrenador de la historia de la NBA en llevar a 7 equipos diferentes a los playoffs. Es también el único en entrenar a dos franquicias diferentes en una misma temporada (San Antonio Spurs y Los Angeles Clippers durante la temporada 1992-93). También es el único entrenador en ganar la NCAA (1988, con la Universidad de Kansas) y la NBA (2004 con Detroit Pistons). Fue elegido miembro del Basketball Hall of Fame el 27 de septiembre de 2002.

## Trayectoria deportiva

### Universidad
Jugó durante tres temporadas con los Tar Heels de la Universidad de Carolina del Norte, entre 1961 y 1963, a las órdenes de Dean Smith. En su última temporada fue elegido en el mejor quinteto de la Atlantic Coast Conference.

### Profesional
Fue elegido en el puesto 55 en la séptima ronda del Draft de la NBA de 1963 por Baltimore Bullets, pero consideraron que era un jugador demasiado pequeño para triunfar en la liga (1,75 m.), por lo que dio sus primeros pasos como profesional en los Akron Wingfoots de la liga menor NABL, donde jugó durante dos temporadas. Mientras permaneció allí, fue convocado por la selección de Estados Unidos para representar a su país en los Juegos Olímpicos de Tokio 1964, donde ganaron la medalla de oro.
Tras una breve estancia como entrenador asistente en Carolina del Norte, fichó por los New Orleans Buccaneers de la ABA, la liga rival de la NBA. Ya en su primera temporada fue el mejor pasador de la liga, repartiendo 6,5 asistencias por partido, algo que repetiría en las dos siguientes temporadas. Al año siguiente firmaría con Oakland Oaks, equipo con el que jugaría durante tres temporadas en tres ciudades distintas y con tres denominaciones diferentes, ya que en 1969 se convertirían en los Washington Caps y al año siguiente en los Virginia Squires.
Mediada la temporada 1971-72 fue traspasado a Denver Rockets, donde jugaría un año y medio más antes de retirarse con 31 años. En sus cinco temporadas como profesional promedió 11,2 puntos, 6,7 asistencias y 2,7 rebotes por partido, siendo en ese momento el mejor pasador de la historia de la liga, con 2.509 asistencias en 376 partidos.

### Entrenador

#### Primeros años: entre la ABA y la NCAA
Su primera experiencia en un banquillo fue en el Davidson College, pero en los Wildcats tan solo permaneció durante el verano y no llegó a dirigir ningún partido. En 1972 fichó por los Carolina Cougars de la ABA, con los que permanecería dos temporadas, clasificando al equipo en ambas para los play-offs. En su primer año fue elegido por primera vez como Entrenador del Año, algo que repetiría en 1975 y 1976. En 1974 fichó por los Denver Nuggets, con los que dio el salto a la NBA una vez desapareció la liga del balón tricolor. En su primera temporada en Colorado llevó a su equipo a las finales de conferencia, donde caerían ante Indiana Pacers por un apretado 4-3.
Tras cinco años en Denver, en 1979 regresó al baloncesto universitario, fichando por UCLA, donde permanecería durante dos temporadas. En la primera de ellas llevó a su equipo a la Final Four de la NCAA, cayendo en la final ante Louisville por 59-54. Al año siguiente caerían en segunda ronda ante Brigham Young.
Regresó de nuevo a la NBA, dirigiendo durante dos temporadas a los New Jersey Nets, pero en 1983 fichó de nuevo por un equipo universitario, Kansas, con los que permaneció durante cinco temporadas. Allí acabó en primera posición de su conferencia en 1986, y en segunda el resto de los años. En 1988, tras un comienzo de 12 victorias y 8 derrotas, poniendo fin a la racha de 55 partidos sin perder consecutivos en su campo, se recuperó al final de la liga regular, acabado con un balance de 27-11, gracias sobre todo a la labor ofensiva de su estrella, Danny Manning, y consiguieron ganar el título nacional, tras derrotar en la final a la Universidad de Oklahoma por 83-79 en la final. Brown fue elegido esa temporada Entrenador del Año.
Durante los 7 años que entrenó a equipos universitarios, ganó 177 partidos y perdió 61, con un porcentaje de victorias del 74,4%. Sin embargo, dejó Kansas bajo la sospecha de violaciones del reglamento en lo que se refiere al reclutamiento de jugadores durante su etapa en el banquillo, que conllevaron sanciones por parte de la NCAA a dicha universidad.

#### NBA
En la temporada 1988-89 de la NBA fichó como entrenador de San Antonio Spurs, donde tras una primera temporada en la que únicamente ganaron 21 partidos, en la siguiente lograron llegar a las 50 victorias, cayendo en las finales de la Conferencia Oeste ante Portland Trail Blazers por un ajustado 4-3. La siguiente temporada volvió a clasificar a su equipo para los playoffs, pero mediada la temporada 1990-91 de la NBA fue destituido, haciéndose cargo en la misma temporada de los Clippers, siendo el único entrenador de la historia de la NBA en dirigir a dos equipos diferentes en la misma temporada.
Tras dos temporadas en los Clippers, en las cuales alcanzó en ambas los playoffs, fichó por Indiana Pacers, consiguiendo juntar un equipo que se convertiría en un aspirante al título. El 13 de diciembre de 1996, una victoria ante Boston Celtics se convertía en la número 1000 de su carrera (594 en la NBA, 229 en la ABA y 177 en la NCAA). En sus cuatro temporadas con los Pacers consiguió un balance de 190 victorias y 138 derrotas, un 57,9% de partidos ganados, convirtiéndose en el entrenador de los Pacers con mejor balance de la historia, llevando a su equipo en tres ocasiones a los playoffs, y en dos de ellas llegando a jugar las Finales de la Conferencia Este.
En la temporada 1997-98 dejó a los Pacers para fichar por los Philadelphia 76ers, llevándolos en cinco de sus seis años a los playoffs, la primera de las cuales hizo historia al convertirse en el primer entrenador de la NBA en llevar a seis equipos diferentes a la ronda final por el campeonato. En la temporada 2000-01 consiguió 56 victorias, la mejor marca de la franquicia desde 1985, siendo el mejor balance tanto de la División Atlántico como de la Conferencia Este. Tras eliminar a Indiana, Toronto y Milwaukee, los Sixers se plantaron en las Finales, siendo la primera vez en 18 temporadas que lo lograba Brown. Allí se encontraron con los Lakers de Shaquille O'Neal y Kobe Bryant, que les derrotaron 4-1. A pesar de ello, Brown fue nombrado Entrenador del Año de la NBA.

##### Por fin campeón
Tras seis años en los Sixers, en la temporada 2003-04 fichó por Detroit Pistons, un equipo que, si bien carecía de una gran estrella mediática, tenía un grupo de jugadores trabajadores que aportaban seriedad y talento. Hombres como Chauncey Billups, Richard Hamilton, Rasheed Wallace o Tayshaun Prince aportaban los puntos, mientras que en defensa contaban con la seguridad bajo los tableros de Ben Wallace o el turco Mehmet Okur. Con estos mimbres, Brown hizo un equipo campeón. En la temporada regular acabaron segundos de la División Central por detrás de Indiana Pacers, consiguiendo 54 victorias y 28 derrotas.
En la primera ronda de playoffs se deshicieron con comodidad de Milwaukee Bucks por 4 victorias a 1. Pero en las semifinales de conferencia tuvieron un hueso duro de roer en los New Jersey Nets, liderados por Richard Jefferson, Kenyon Martin y Jason Kidd, y con un Alonzo Mourning ya en una de sus últimas temporadas como profesional, pero que todavía aportaba puntos y rebotes al equipo. Los Pistons se colocaron con un cómodo 2-0 en la eliminatoria, pero perdieron los tres siguientes partidos, el último de ellos en su propio pabellón, lo que les hacía perder el factor cancha. Los Nets tuvieron ocasión de ganar la eliminatoria en el sexto partido, disputado en el Continental Airlines Arena, pero los Pistons contaron con la aportación de Ben Wallace bajo los tableros, capturando 20 rebotes, y con Richard Hamilton en ataque, que anotó 24 puntos, ganando finalmente por 81-75.
En la final de conferencia se encontraron con Indiana Pacers, con la desventaja de tener que jugar un hipotético partido de desempate en el Conseco Fieldhouse, pero no se llegó al mismo. Los Pistons recuperaron el factor campo en el segundo partido, viajando a Detroit con la eliminatoria empatada a 1. Pero los Pacers le devolvieron la moneda, ganando uno de los dos encuentros disputados en la pista de los Pistons. Finalmente estos se hicieron con los dos últimos encuentros, dejando la eliminatoria 4-2 y presentándose en las finales. Allí se encontrarían con los Lakers de Kobe Bryant y Shaquille O'Neal, que salían como favoritos tras haber realizado una mejor temporada regular y haber ganado sin aprietos las eliminatorias previas. Pero los Pistons, a base de una gran defensa, dieron la sorpresa, dejando a los Lakers con una media tan solo 81,8 puntos por partido (esa temporada los Lakers habían promediado 98,2 puntos en la fase regular), jugando con cinco hombres por encima de los 10 puntos por noche, mientras que por los Lakers, al margen de sus dos estrellas, ningún otro jugador estuvo a la altura. (El tercer mejor anotador de Los Ángeles, Derek Fisher, promedió en las finales 6,3 puntos por encuentro). Al final, 4-1 y primer título profesional en la carrera de Larry Brown.
Al año siguiente llegarían de nuevo a las Finales, donde se enfrentarían a los San Antonio Spurs de Tim Duncan, Tony Parker y Manu Ginóbili, cayendo en el séptimo y definitivo partido por 74-81.
En la temporada 2006-07 fichó por los New York Knicks, completando una campaña desastrosa, ganando únicamente 25 partidos, y acabando quintos de la División Atlántico. Tras un año en blanco, fichó en abril de 2008 por Charlotte Bobcats, firmando un contrato por cuatro temporadas, convirtiéndose en el noveno equipo que dirigirá en la NBA.

#### Selección nacional
Su primera aparición como entrenador de la selección de baloncesto de Estados Unidos se produjo en los Juegos Olímpicos de Sídney 2000, en los que fue entrenador asistente del principal, Rudy Tomjanovich. Se convertía en ese momento en el único estadounidense que había acudido a unos Juegos Olímpicos como jugador y como entrenador. Estados Unidos acabó invicta el torneo, adjudicándose la medalla de oro, ganando la final a Francia por 85-76.
En 26 de noviembre de 2002 fue definitivamente elegido como seleccionador nacional, debutando en el Campeonato FIBA Américas de 2003, celebrado en Puerto Rico, y que servía como torneo clasificatorio para los Juegos Olímpicos de Atenas 2004. Acabaron la competición de nuevo invictos, derrotando a la selección argentina en la final. Brown fue consolidado en su puesto para los Juegos, enfrentándose a la circunstancia de que la selección norteamericana no había subido al podio en su última gran competición internacional, los Mundiales del 2002 celebrados en Indianápolis, donde acabaron en la sexta posición, perdiendo 3 partidos a lo largo del torneo, siendo la primera vez que esto ocurría desde que se decidió que fueran jugadores profesionales los que representaran a su país en las competiciones internacionales.
Tras ser nombrado seleccionador, Brown declaró: 

Este es un gran honor para mí, algo que no puedo tomarme a la ligera. Sé que hay infinidad de grandes entrenadores que estarían deseando tener esta oportunidad, y por eso me siento muy honrado por haber sido elegido. Daré lo mejor de mí para representar al baloncesto estadounidense y a la NBA. Estas cosas son las que hacen que ser entrenador merezca la pena

En la selección faltaron gran parte de los jugadores más destacados de la liga, pero con todo el equipo era uno de los mejores posibles, con hombres como Tim Duncan, Carmelo Anthony, Allen Iverson, LeBron James o Dwyane Wade. A pesar de ello en su primer partido preliminar cayeron ante la selección de Puerto Rico por 92-73, con una secuencia de tiros de 3 de 3 de 24 intentos, y con un Carlos Arroyo por parte de los puertorriqueños que anotó 24 puntos.
Sufrieron para ganar a Grecia en su segundo encuentro (77-71) y tuvieron que remontar ante Australia para acabar ganando por 10 puntos. En su cuarto partido se encontraron con la selección de Lituania, perdiendo 94-90 con una gran actuación del entonces jugador del Maccabi Tel-Aviv Šarūnas Jasikevičius, que anotó 28 puntos, incluidos 4 tripes en el último cuarto del partido. En la última jornada no tuvieron problemas para derrotar a la selección de Angola, pero acabaron cuartos de su grupo, la última posición que daba acceso a los cruces finales, donde se encontrarían con España en cuartos de final, invicta en el otro grupo. La selección norteamericana sufrió una transformación, llevándose la victoria por 102-94. Pero en semifinales les esperaba Argentina, con la que no pudieron, en parte por la gran actuación del jugador de los Spurs Manu Ginóbili, que consiguió 29 puntos, dando la victoria a su equipo por 89-81. En el partido por la medalla de bronce, derrotaron a Lituania por 104-96.

## Estadísticas de su carrera en la NBA

### Temporada regular
| Temporada | Edad | Equipo                | Liga | P   | TIT | MIN  | TC  | TCA  | %TC  | 3P  | 3PA | %3P  | TL  | TLA | %TL  | R.OF. | R.DEF. | REB | ASIS | ROB | TAP | PER | FP  | PTS  |
| 1967-68   | 27   | N. Orleans Buccaneers | ABA  | 78  |     | 36.0 | 4.2 | 11.6 | .366 | 0.2 | 1.1 | .213 | 4.7 | 5.8 | .813 |       |        | 3.2 | 6.5  |     |     | 4.6 | 2.8 | 13.4 |
| 1968-69   | 28   | Oakland Oaks          | ABA  | 77  |     | 30.9 | 4.0 | 9.2  | .436 | 0.1 | 0.5 | .229 | 3.9 | 4.9 | .794 | 0.8   | 2.2    | 3.1 | 7.1  |     |     | 4.3 | 3.0 | 12.0 |
| 1969-70   | 29   | Washington Caps       | ABA  | 82  |     | 33.7 | 4.6 | 10.4 | .440 | 0.1 | 0.5 | .256 | 4.4 | 5.4 | .825 | 0.6   | 2.4    | 3.0 | 7.1  |     |     | 4.3 | 3.1 | 13.7 |
| 1970-71   | 30   | TOTAL                 | ABA  | 63  |     | 21.3 | 2.0 | 5.4  | .374 | 0.1 | 0.3 | .286 | 3.0 | 3.6 | .827 | 0.4   | 1.3    | 1.7 | 5.2  |     |     | 3.0 | 2.3 | 7.1  |
| 1970-71   | 30   | Virginia Squires      | ABA  | 29  |     | 18.3 | 1.4 | 3.6  | .404 | 0.0 | 0.1 | .500 | 2.6 | 3.1 | .831 | 0.4   | 1.2    | 1.6 | 4.2  |     |     | 2.5 | 1.7 | 5.5  |
| 1970-71   | 30   | Denver Rockets        | ABA  | 34  |     | 23.9 | 2.5 | 6.9  | .360 | 0.1 | 0.6 | .263 | 3.3 | 4.0 | .824 | 0.3   | 1.5    | 1.8 | 6.1  |     |     | 3.4 | 2.8 | 8.4  |
| 1971-72   | 31   | Denver Rockets        | ABA  | 76  |     | 26.5 | 3.2 | 7.3  | .437 | 0.1 | 0.3 | .200 | 2.6 | 3.2 | .811 | 0.7   | 1.5    | 2.2 | 7.2  |     |     | 2.9 | 2.7 | 9.1  |
| Total     |      |                       | ABA  | 376 |     | 30.1 | 3.7 | 8.9  | .412 | 0.1 | 0.6 | .230 | 3.8 | 4.6 | .813 | 0.6   | 1.9    | 2.7 | 6.7  |     |     | 3.8 | 2.8 | 11.2 |

### Playoffs
| Temporada | Edad | Equipo                | Liga | P  | MIN  | TCA | TC  | 3PA | 3P | TLA | TL  | R.OF. | REB | ASIS | ROB | TAP | PER | FP  | PTS | %TC  | %3P  | %FT  | MIN  | PTS  | REB | AST |
| 1968      | 27   | N. Orleans Buccaneers | ABA  | 17 | 696  | 90  | 212 | 4   | 18 | 100 | 122 |       | 59  | 129  |     |     | 77  | 58  | 284 | .425 | .222 | .820 | 40.9 | 16.7 | 3.5 | 7.6 |
| 1969      | 28   | Oakland Oaks          | ABA  | 16 | 534  | 74  | 173 | 0   | 3  | 76  | 90  |       | 52  | 87   |     |     | 59  | 49  | 224 | .428 | .000 | .844 | 33.4 | 14.0 | 3.3 | 5.4 |
| 1970      | 29   | Washington Caps       | ABA  | 7  | 269  | 33  | 73  | 1   | 5  | 30  | 34  |       | 35  | 68   |     |     | 25  | 26  | 97  | .452 | .200 | .882 | 38.4 | 13.9 | 5.0 | 9.7 |
| 1972      | 31   | Denver Rockets        | ABA  | 7  | 211  | 21  | 50  | 0   | 3  | 23  | 24  |       | 10  | 36   |     |     | 14  | 25  | 65  | .420 | .000 | .958 | 30.1 | 9.3  | 1.4 | 5.1 |
| Total     |      |                       | ABA  | 47 | 1710 | 218 | 508 | 5   | 29 | 229 | 270 |       | 156 | 320  |     |     | 175 | 158 | 670 | .429 | .172 | .848 | 36.4 | 14.3 | 3.3 | 6.8 |

## Estadísticas como entrenador
| Equipo        | Temp.     | P    | V     | D     | %V-D | Finalizó         | PP  | VP  | DP  | %V-DP | Resultado                            |
| ------------- | --------- | ---- | ----- | ----- | ---- | ---------------- | --- | --- | --- | ----- | ------------------------------------ |
| Carolina      | 1972–73   | 84   | 57    | 27    | .679 | 1.º en East      | 12  | 7   | 5   | .583  | Pierde en Finales de División        |
| Carolina      | 1973–74   | 84   | 47    | 37    | .560 | 3.º en East      | 4   | 0   | 4   | .000  | Pierde en Semifinales de División    |
| Denver        | 1974–75   | 84   | 65    | 19    | .774 | 1.º en West      | 13  | 7   | 6   | .538  | Pierde en Finales de División        |
| Denver        | 1975–76   | 84   | 60    | 24    | .714 | 1.º en West      | 13  | 6   | 7   | .462  | Pierde en Finales ABA                |
| Denver        | 1976-77   | 82   | 50    | 32    | .610 | 1.º en Midwest   | 6   | 2   | 4   | .333  | Pierde en Semifinales de Conferencia |
| Denver        | 1977-78   | 82   | 48    | 34    | .585 | 1.º en Midwest   | 13  | 6   | 7   | .462  | Pierde en Finales de Conferencia     |
| Denver        | 1978-79   | 53   | 28    | 25    | .528 | —                | —   | —   | —   | —     | —                                    |
| New Jersey    | 1981-82   | 82   | 44    | 38    | .537 | 3.º en Atlantic  | 2   | 0   | 2   | .000  | Pierde en Primera ronda              |
| New Jersey    | 1982-83   | 76   | 47    | 29    | .618 | —                | —   | —   | —   | —     | —                                    |
| San Antonio   | 1988-89   | 82   | 21    | 61    | .256 | 5.º en Midwest   | —   | —   | —   | —     | No Playoffs                          |
| San Antonio   | 1989-90   | 82   | 56    | 26    | .683 | 1.º en Midwest   | 10  | 6   | 4   | .600  | Pierde en Semifinales de Conferencia |
| San Antonio   | 1990-91   | 82   | 55    | 27    | .671 | 1.º en Midwest   | 4   | 1   | 3   | .250  | Pierde en Primera ronda              |
| San Antonio   | 1991-92   | 38   | 21    | 17    | .553 | —                | —   | —   | —   | —     | —                                    |
| L.A. Clippers | 1991-92   | 35   | 23    | 12    | .657 | 5.º en Pacific   | 5   | 2   | 3   | .400  | Pierde en Primera ronda              |
| L.A. Clippers | 1992-93   | 82   | 41    | 41    | .500 | 5.º en Pacific   | 5   | 2   | 3   | .400  | Pierde en Primera ronda              |
| Indiana       | 1993-94   | 82   | 47    | 35    | .573 | 4.º en Central   | 16  | 10  | 6   | .625  | Pierde en Finales de Conferencia     |
| Indiana       | 1994-95   | 82   | 52    | 30    | .634 | 1.º en Central   | 17  | 10  | 7   | .588  | Pierde en Finales de Conferencia     |
| Indiana       | 1995-96   | 82   | 52    | 30    | .634 | 2.º en Central   | 5   | 2   | 3   | .400  | Pierde en Primera ronda              |
| Indiana       | 1996-97   | 82   | 39    | 43    | .476 | 6.º en Central   | —   | —   | —   | —     | No Playoffs                          |
| Philadelphia  | 1997-98   | 82   | 31    | 51    | .378 | 7.º en Atlantic  | —   | —   | —   | —     | No Playoffs                          |
| Philadelphia  | 1998-99   | 50   | 28    | 22    | .560 | 3.º en Atlantic  | 8   | 3   | 5   | .375  | Pierde en Semifinales de Conferencia |
| Philadelphia  | 1999-2000 | 82   | 49    | 33    | .598 | 3.º en Atlantic  | 10  | 5   | 5   | .500  | Pierde en Semifinales de Conferencia |
| Philadelphia  | 2000-01   | 82   | 56    | 26    | .683 | 1.º en Atlantic  | 23  | 12  | 11  | .522  | Pierde en Finales NBA                |
| Philadelphia  | 2001-02   | 82   | 43    | 39    | .524 | 4.º en Atlantic  | 5   | 2   | 3   | .400  | Pierde en Primera ronda              |
| Philadelphia  | 2002-03   | 82   | 48    | 34    | .585 | 2.º en Atlantic  | 12  | 6   | 6   | .500  | Pierde en Semifinales de Conferencia |
| Detroit       | 2003-04   | 82   | 54    | 28    | .659 | 2.º en Central   | 23  | 16  | 7   | .696  | Gana Campeonato NBA                  |
| Detroit       | 2004-05   | 82   | 54    | 28    | .659 | 1.º en Central   | 25  | 15  | 10  | .600  | Pierde en Finales NBA                |
| New York      | 2005-06   | 82   | 23    | 59    | .280 | 5.º en Atlantic  | —   | —   | —   | —     | No Playoffs                          |
| Charlotte     | 2008-09   | 82   | 35    | 47    | .427 | 4.º en Southeast | —   | —   | —   | —     | No Playoffs                          |
| Charlotte     | 2009-10   | 82   | 44    | 38    | .537 | 3.º en Southeast | 4   | 0   | 4   | .000  | Pierde en Primera ronda              |
| Charlotte     | 2010-11   | 28   | 9     | 19    | .321 | —                | —   | —   | —   | —     | —                                    |
| Total ABA     | Total ABA | 336  | 229   | 107   | .682 |                  | 42  | 20  | 22  | .476  |                                      |
| Total NBA     | Total NBA | 2002 | 1,098 | 904   | .548 |                  | 193 | 100 | 93  | .518  |                                      |
| Total         | Total     | 2338 | 1,327 | 1,011 | .568 |                  | 235 | 120 | 115 | .511  |                                      |